# 新潟県道229号菖蒲棚岡線
新潟県道229号菖蒲棚岡線（にいがたけんどう229ごう しょうぶたなおかせん）は、新潟県上越市内を通る一般県道である。

## 概要

### 路線データ
- 起点：新潟県上越市大島区菖蒲（国道405号交点）
- 終点：新潟県上越市大島区棚岡（新潟県道13号上越安塚柏崎線交点）

## 地理

### 通過する自治体
- 新潟県上越市

### 接続する道路
- 国道405号（起点：上越市大島区菖蒲、「菖蒲郵便局」南方）
- 新潟県道13号上越安塚柏崎線（終点：上越市大島区棚岡、「大島診療所」南方）

### 周辺
- 上越市国民健康保険大島診療所
- 菖蒲郵便局
- 大島郵便局